# Hagnberg (Fischbachau)
Hagnberg ist einer der südlichen Gemeindeteile von Fischbachau im Landkreis Miesbach in Bayern.
Der Ort liegt zweieinhalb Kilometer südwestlich des Hauptorts auf etwa 760 m ü. NHN nördlich der Bundesstraße 307. Es gibt dort zwei Bauernhöfe (Jodlerhof und Hansenbauer).

## Baudenkmäler
In Hagnberg befinden sich drei unter Denkmalschutz stehende Objekte, die Weilerkapelle, ein barocker Satteldachbau von 1785, ein Brechlbad aus der zweiten Hälfte des 18. Jahrhunderts und der Einfirsthof des „Jodlbauern“, ein zweigeschossiger Flachsatteldachbau mit giebelseitigem Balkon und mit reicher auf 1786 datierten spätbarocken Lüftlmalerei von Johann Baptist Pöheim. Für die erfolgreiche Restauration der Lüftlmalerei an den drei Putzfassaden des Jodlbauerhofs wurde 2008 die Denkmalschutzmedaille verliehen.

## Verkehrsanbindung
Die Wendelstein-Ringlinie hält hier. Diese Buslinie fährt zweimal täglich um den Wendelstein.

## Statistische Besonderheiten
Bei der Volkszählung am 25. Mai 1987 wurden 20 Wohngebäude mit 25 Wohnungen und 71 Einwohnern festgestellt und der Ort folgerichtig als Dorf eingestuft. Mit Stand 2017 gibt es fünf zum Gemeindeteil Hagnberg gehörige Wohngebäude.